# Паллас (мыза)
Па́ллас (нем. Pallas), также мы́за Па́лласте (эст. Pallaste mõis) — побочная мыза на севере Эстонии в уезде Харьюмаа, на территории города Палдиски. 
Согласно историческому административному делению, относилась к приходу Харью-Мадизе.

## История мызы
Была основана в 1802 году, когда её отделили от мызы Кегель (Кейла). Первым владельцем мызы был Карл фон Хойнинген-Гюне (Karl von Hoyningen-Huene).
В 1816 году мыза перешла во владение дворянской семьи Рамм.
На военно-топографических картах Российской империи (1846—1863 годы) мыза обозначена как мз. Палласъ.
В 867 год]брели хозяева находящейся неподалёку рыцарской мызы мызы Летс (Леэтсе) фон Унгерн-Штернберги, в результате чего она стала побочной мызой мызы Летс. Во владении семейства Унгерн-Штербергов мыза оставалась до национализации в 1919 году.

## Мызный комплекс
Постройки мызы не сохранились до наших дней. На месте, где был центр мызы, сейчас имеются постройки, но они либо более поздней постройки либо сильно перестроенные. О существовавшей здесь мызе напоминают лишь два находящихся поблизости пруда.